# 杨克 (诗人)
杨克（1957年—），男，广西南丹人，中国诗人，现任《作品》杂志社社长，中国诗歌学会会长，中国作家协会全国委员会主席团委员。